# Грабово-Завади
Грабово-Завади (пол. Grabowo-Zawady) — село в Польщі, у гміні Кшиновлога-Мала Пшасниського повіту Мазовецького воєводства.